# František Rašín (podnikatel)
František Rašín (také František nebo Franz rytíř Rašín z Rýznburku, 28. ledna 1843 Boharyně – 12. února 1906 Praha) byl český obchodník a podnikatel, dlouholetý ředitel Pražské paroplavební společnosti se sídlem v Praze. Svůj původ odvozoval od východočeského šlechtického roku Rašínů z Rýznburka a po určitou dobu také za svým jménem tento přídomek používal.

## Život

### Mládí
Narodil se v Boharyni nedaleko Hradce Králové. Okolo roku 1869 se přesunul do Prahy, zabýval se především dovozem zahraničního zboží a podporou vývozu domácích produktů do zahraničí, především cukrovarnických výrobků.

### Pražská paroplavební společnost
Od konce 70. let 19. století figuroval František Rašín jako akcionář a člen správní rady Pražské paroplavební společnosti (PPS) založené roku 1865 z iniciativy pozdějšího pražského purkmistra Františka Dittricha. Podnik provozoval osobní i nákladní lodní přepravu po Vltavě, především v Praze a okolí, a také k mělnickému přístavu na Labi a dále severně směrem do Saska. Ve správní radě společnosti dále zasedali také například zemští poslanci Karel Bohumil Bondy nebo Alois Oliva, obchodník a politik Vavřinec Kriesche, nakladatel Bedřich Stýblo, hoteliér Antonín Čejka a významní podnikatelé Jiří Kettner, Václav Sommerschuh, či Josef Procházka, který do roku 1890 vykonával funkci ředitele. V té jej následně vystřídal Sommerschuh, roku 1893 se pak ředitelem PPS stal František Rašín.

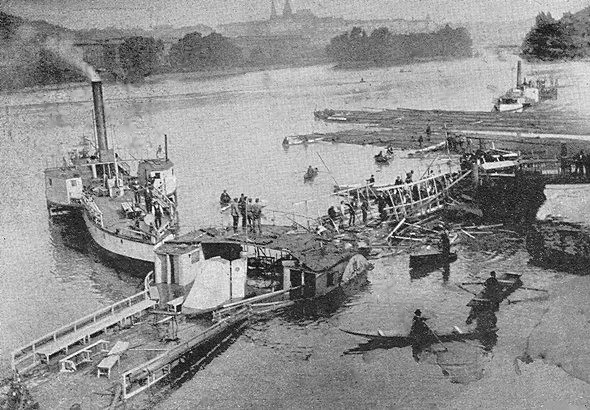
Parník František Josef I. po výbuchu kotle 19. května 1898

Během jeho působení rostl obrat podniku, stejně jako objem cestujících. Společnost postupně získala v Praze téměř monopolní postavení v říční dopravě. Lodní arzenál byl modernizován, bylo investováno do propagace, vzniklo nové zázemí firmy na smíchovské náplavce, včetně nového přístaviště a správní budovy (v rámci budování smíchovského přístavu).
19. května 1898 došlo k tragické nehodě, když vybuchl kotel na parníku František Josef I., který se následně na Vltavě potopil. Při nehodě zahynuly tři osoby. Tato událost se logicky podepsala na počtu přepravených osob, neboť jak dokládají přepravní statistiky, poklesl počet cestujících až o 13 procent. Nicméně na další roky neměla tato událost prakticky žádný vliv. Hranice 1 milionu přepravených osob ročně byla překročena již v roce 1893 a i přes tragickou nehodu. Okolo roku 1900 disponovala PPS celkem 17 plavidly, povětšinou vyrobenými Rustonovou strojírnou v Libni.
František Rašín byl mimo činnost v PPS angažován také jako předseda Obchodního muzea, člen představenstva Živnostenské banky a v řadě dalších organizací.

### Šlechtický titul
23. dubna 1893 byla rodině Františka Rašína uznána příslušnost ke šlechtickému roku Rašínů z Rýznburka a byl jim císařem Františkem Josefem I. udělen titul rytíř s přídomkem z Rýznburka a všechny výsady s titulem spojené. Tento titul byl rodině nicméně roku 1905 odebrán. Možným důvodem mohlo být zpochybnění rodového původu.

### Úmrtí
František Rašín zemřel 12. února 1906 v domě č.p. 1477/II na Novém Městě ve věku 63 let.
PPS nadále zaznamenávala růst a pozorovat zvyšující se počet cestujících a to i přes období první světové války, tak v počátečním obdobím nově vzniklého Československa.

### Rodinný život
František Rašín byl dvakrát ženatý: se svou první ženou měl dvě děti, ta ale roku 1898 zemřela. Poté se oženil podruhé, toto manželství již bylo bezdětné.